# 려욱
김려욱(金厲旭, 1987년 6월 21일~)은 대한민국의 가수, 뮤지컬 배우이자 남성 그룹 슈퍼주니어의 메인보컬이다.

## 학력
- 2000년 인천산곡초등학교 졸업
- 2003년 산곡남중학교 졸업
- 2006년 덕원예술고등학교 졸업
- 2012년 인하대학교 연극영화학 학사
- 2014년 인하대학교 대학원 문화경영학 석사

## 음반 활동
- 슈퍼주니어
- 슈퍼주니어-K.R.Y
- 슈퍼주니어-M
- 2010년 친구와 사랑에 빠질때 (Digital Single) (베이지와 듀엣)
- 2010년 MBC 《즐거운 나의 집》 O.S.T Part. 3 - Smile Again
- 2011년 KBS2 《스파이 명월》 O.S.T Part. 3 - 더 사랑한다면
- 2013년 MBC 《여왕의 교실》 O.S.T Part. 4 - Maybe Tomorrow
- 2016년 미니앨범 《어린왕자 (The Little Prince)》
- 2019년 미니앨범 《너에게 취해》
- 2019년 일본 싱글 1집 《桜の花が咲く頃》
- 2022년 미니앨범 《A wild rose》

## 출연 작품

### TV
- 2006년 Mnet 《대결! 슈퍼주니어의 자작극》
- 2007년 SBS 《일요일이 좋다 - 인체탐험대》
- 2012년 KBS2 《불후의 명곡 전설을 노래하다》
- 2014년 Mnet 《슈퍼 아이돌 차트쇼》
- 2014년 SBS 《슈퍼주니어M의 게스트하우스》
- 2015년 YTN 《엔터-K》1대
- 2016년 MBC 《미스터리 음악쇼 복면가왕》 - 기적의 골든타임 <참가자 및 준우승>
- 2016년 SBS 《동상이몽, 괜찮아 괜찮아》
- 2016년 MBC EVERY1 《아주 사적인 TV》
- 2019년 MBC 《미스터리 음악쇼 복면가왕》 - 득음을 발명해보았네 장영실 <재도전 및 우승>
- 2019년 TV조선 《동네앨범》출연

#### 특별출연
- 2018년 채널 A 《팔아야 귀국》
- 2020년 SBS 《톡톡 정보 브런치》

### 라디오
- 2011년 12월 5일 ~ 2016년 4월 24일 KBS 쿨FM 《슈퍼주니어의 키스 더 라디오》

### 영화
- 2007년 《꽃미남 연쇄 테러사건》
- 2011년 《슈퍼쇼3 3D》
- 2012년 《I AM.》
- 2013년 《슈퍼쇼4 3D》

### 뮤지컬
- 2011년 《늑대의 유혹》 - 정태성 역
- 2013년 《하이스쿨뮤지컬》 - 트로이 역
- 2014년, 2015년 《여신님이 보고 계셔》 - 류순호 역
- 2015년 《아가사》 - 레이몬드 역
- 2018년 일본 《광염소나타》 - J 역
- 2019년 《광염소나타》 - J 역
- 2020년 《광염소나타》 - J 역
- 2021년 《팬레터》 - 세훈 역

### 타연극
- 2015년 《한밤중에 개에게 일어난 의문의 사건》 - 크리스토퍼

## 쇼케이스 · 팬미팅

### RYEOWOOK SHOWCASE "The Little Prince"
| 개최일          | 도시 | 국가     | 개최지                |
| --------------- | ---- | -------- | --------------------- |
| 2016년 1월 25일 | 서울 | 대한민국 | 현대카드 언더스테이지 |

### SUPER JUNIOR RYEOWOOK FANCLUB EVENT 2016 "ON AIR"
| 개최일               | 도시 | 국가 | 개최지     |
| -------------------- | ---- | ---- | ---------- |
| 2016년 2월 9일 (1회) | 동경 | 일본 | Zeep Tokyo |
| 2016년 2월 9일 (2회) | 동경 | 일본 | Zeep Tokyo |

### Return To The Little Prince
| 개최일          | 도시 | 국가     | 개최지         |
| --------------- | ---- | -------- | -------------- |
| 2018년 7월 12일 | 서울 | 대한민국 | SMTOWN THEATER |

### RYEOWOOK 2ND MINI ALBUM SHOWCASE "Drunk On Love"
| 개최일         | 도시 | 국가     | 개최지          |
| -------------- | ---- | -------- | --------------- |
| 2019년 1월 2일 | 서울 | 대한민국 | YES24 라이브 홀 |

## 려욱이의 아지트
려욱이의 아지트, 줄여서 려지트는 려욱의 개인 유튜브 방송 채널이다. 주로 브이로그나 짤막한 라이브 방송 또는 노래 커버 영상을 업로드 한다.

## 인물
- 가정적인 성품으로 슈퍼주니어에서 요리를 잘하는 멤버로 꼽힌다.[1]2009년 4월 13일 방송되는 MBC 놀러와에서는 멤버들이 자신이 만든 요리를 먹어주지 않으면 속상하다고 토로했다.[2]2012년 5월 28일 방송된 MBC 《놀러와》에서 성민과 출연해 특기인 고구마 맛탕을 선보였다.[3]
- 중학교 시절부터 가요에 관심이 많았고 클래식 피아노를 3년간 공부했고[4] 덕원예고 작곡과를 졸업했다. 피아노 실력에는 일가견이 있어, 콘서트 무대나 방송사 음악 프로그램 특별무대 등에서 피아노 연주를 선보이기도 했다.[5]

## 친구
- 최강창민